# Josep Campeny
Josep Campeny i Santamaria (Igualada, 5 de agosto de 1858 - Barcelona, 22 de enero de 1922) fue un escultor español. Era nieto del escultor Damià Campeny. Se enmarcó en un estilo realista con gusto por los detalles anecdóticos y preferencia por temas infantiles y animales, y practicó tanto la escultura decorativa para edificios como obras funerarias y monumentales.

## Biografía

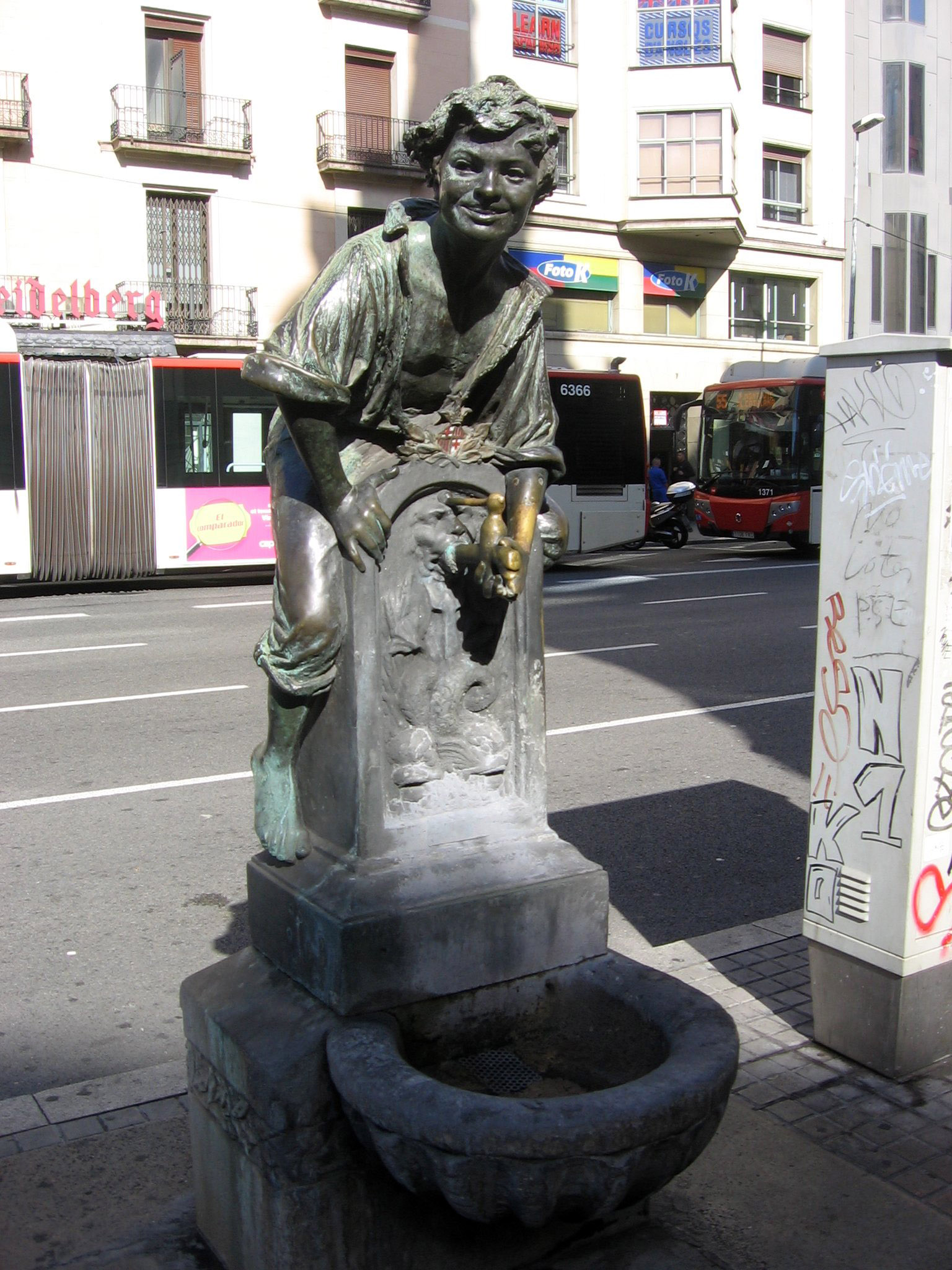
Fuente del Trinxa (1911), ronda de la Universidad con calle de Pelayo, Barcelona.

Se formó en la Escuela de la Lonja —donde posteriormente fue profesor— y en París. Recibió una medalla de oro en la Exposición Universal de Viena de 1904 y en la de Atenas de 1908.
En 1894 intervino con otros escultores en la decoración escultórica del Palacio de Justicia de Barcelona, donde elaboró la estatua de Josep Monràs.
Al año siguiente realizó La edad de piedra, una escultura que representaba un hombre luchando con un oso, situada junto al Invernáculo del parque de la Ciudadela, que desapareció en fecha incierta. Esta obra ganó una tercera medalla en la Exposición de Bellas Artes e Industrias Artísticas de Barcelona de 1896.
Ese año elaboró también la decoración escultórica del Palau de les Heures, obra de Augusto Font Carreras: la fachada está presidida por una terracota con una alegoría de Las Hiedras, en forma de mujer con un niño desnudo en brazos, envueltos por unas ramas de hiedra. También elaboró para el mismo una estatua de Minerva, ya desaparecida.
En 1911 realizó varias fuentes escultóricas dentro del conjunto de fuentes del Ensanche confeccionado por varios artistas por iniciativa de la Comisión de Ensanche, una entidad encargada del fomento del nuevo distrito trazado por Ildefonso Cerdá. El primer concurso se realizó el 18 de diciembre de 1911, en el que se encargó la elaboración de tres fuentes a Campeny: 
- Fuente del Trinxa: situada en la ronda de la Universidad con Pelayo, consta de una base de piedra sobre la que se sitúa la figura en bronce del trinxa («pilluelo»), un mozalbete descalzo y mal vestido pero de expresión simpática, que se encuentra encaramado al cuerpo de la fuente y sujetando el grifo con una mano. El estilo empleado es realista, y entronca con la tradición artística española de representación de personajes picarescos que va desde Murillo hasta Goya o, en escultura, Mariano Benlliure.[7]
- Fuente del joven de los cántaros: se encuentra en la plaza de Urquinaona, y consta igualmente de una escultura de bronce sobre una base de piedra. En esta ocasión, representa un joven que sujeta con las manos un botijo que se lleva a la boca para beber, mientras que a sus pies se encuentra otro botijo tumbado. La base está decorada con flores y el escudo de Barcelona.[8]
- Fuente de la Rana: ubicada en Córcega con Diagonal, como en las anteriores la figura de bronce se sitúa sobre un basamento de piedra. Como en las otras dos fuentes el sujeto representado es un chico, ataviado con un sombrero y tumbado sobre el cuerpo de la fuente, mientras que sujeta con las dos manos el grifo en forma de rana. El estilo empleado es como en sus compañeras de un cuidado realismo.[9]

Realizó varias obras de arte funerario en el cementerio de Montjuic: la sepultura Pere Llibre (1888), donde confeccionó un ángel con las alas desplegadas y una larga túnica que cae sobre los escalones, y que deposita una corona floral sobre el féretro; el panteón Albareda (1889), un conjunto neoegipcio de Leandre Albareda y Antoni Rovira i Rabassa, formado por un pedestal troncopiramidal sobre el que se alza un obelisco, con una estatua de un ángel sedente, obra de Campeny; el Panteón Bastinos (1899), obra del arquitecto Julio María Fossas, un conjunto de aire monumental con forma de cruz, en que cada brazo de la cruz tiene la forma de un gran sarcófago, elevado del suelo por un pedestal sobre columnas, con decoración escultórica compuesta de diversos medallones de bronce, así como dos ángeles, uno apoyado sobre un ancla y otro sobre un cáliz; la sepultura Fortuño Ferrús (1902), un sarcófago decorado con volutas de hojas de acanto, junto al que se encuentra un ángel de formas femeninas, que sostiene en una mano una hoja de palma, símbolo de inmortalidad, y en la otra hojas de adormidera, representando el sueño eterno; y la sepultura Ramón Blanco y Erenas (1908), un grupo escultórico situado sobre un túmulo de piedras sin trabajar, compuesto por una cruz y dos ángeles, uno en la parte delantera y otro en la trasera.
Tiene obras en Igualada (Hércules y Prometeo encadenado) y en Villanueva y Geltrú (estatua en homenaje al poeta Manuel de Cabanyes). Fue autor también de La Oración de Jesús en el Huerto de Getsemaní del Primer Misterio de Dolor, en el Rosario Monumental de Montserrat. En Iquique (Chile) tiene un monumento al General Lasarte.

## Galería

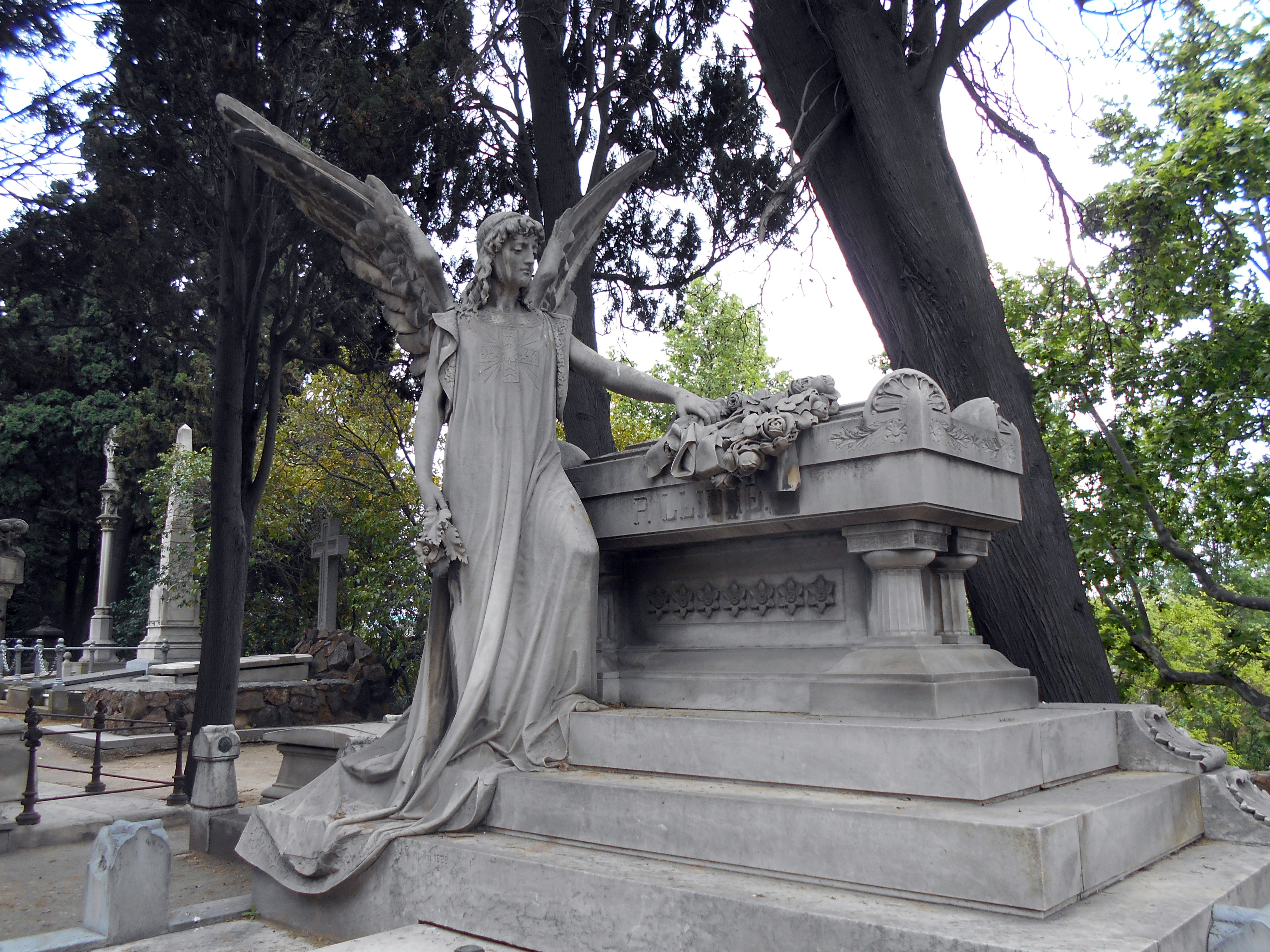
Sepultura Pere Llibre, cementerio de Montjuic (1888).
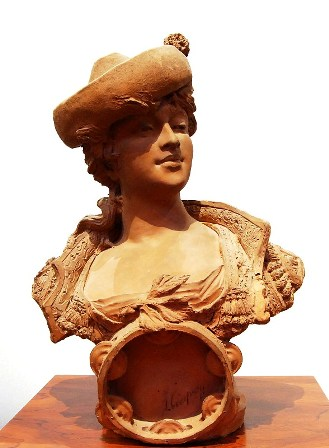
Modelo madrileño con pandereta, Biblioteca Museo Víctor Balaguer, Villanueva y Geltrú (1890).
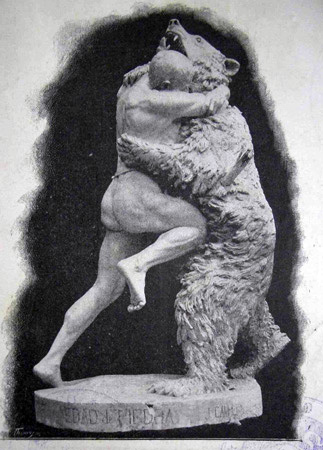
La edad de piedra (1895).
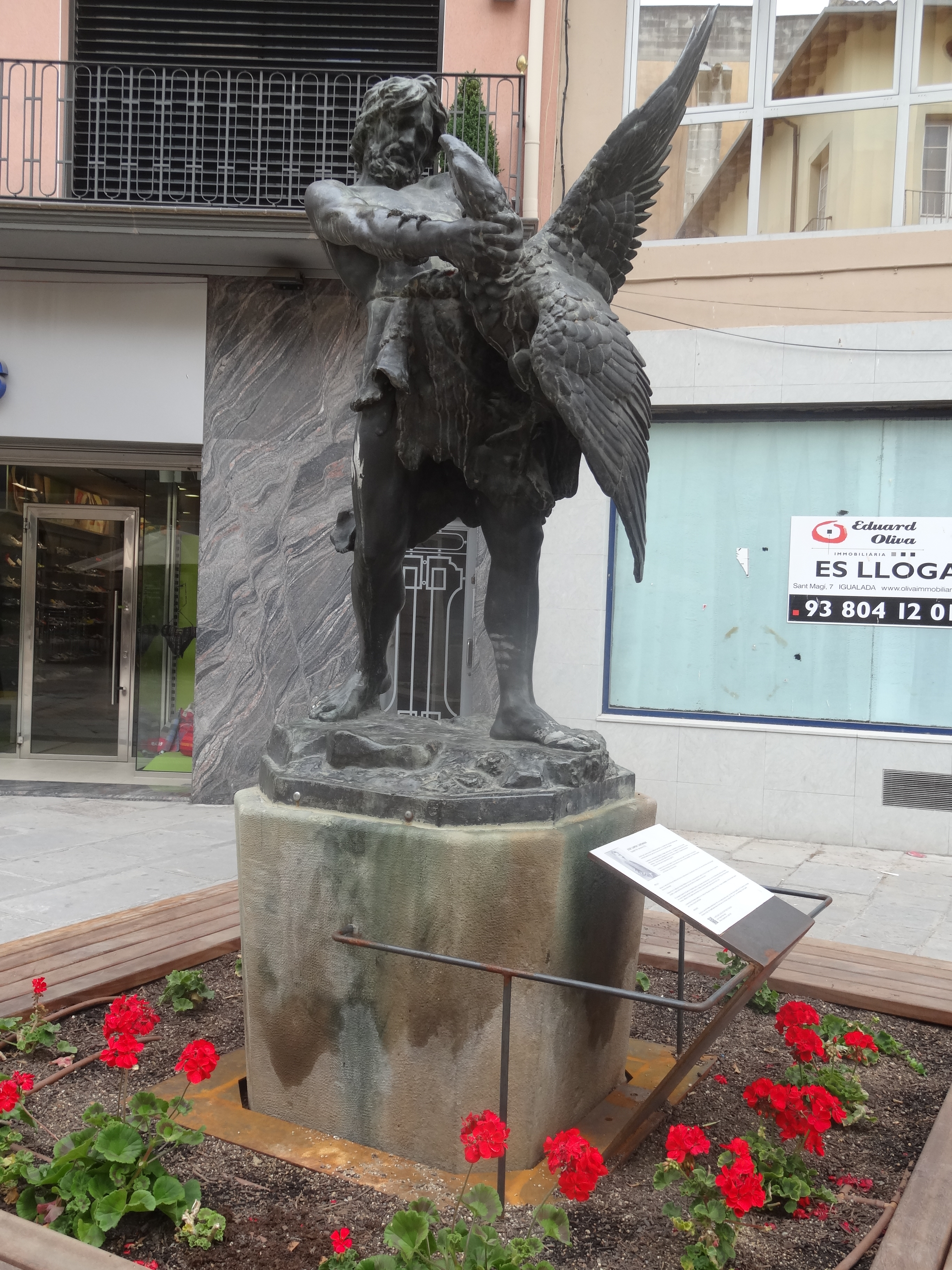
Hércules, plaza del Pilar, Igualada (1895).
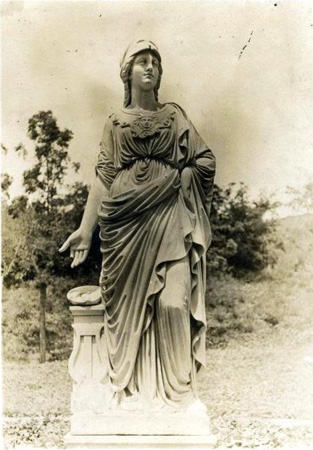
Minerva, Palau de les Heures, Barcelona (1896).
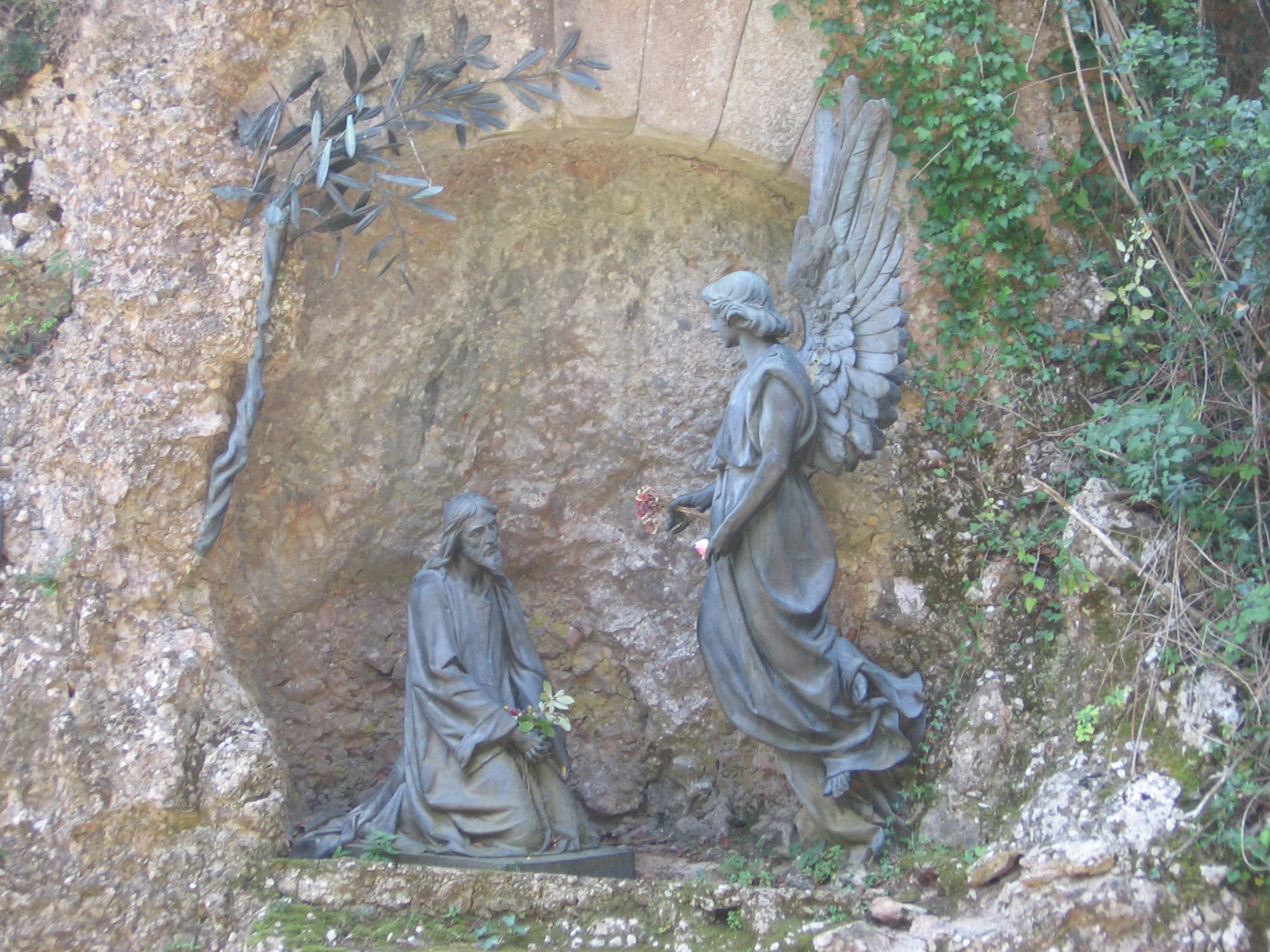
Primer Misterio de Dolor: La Oración de Jesús en el Huerto de Getsemaní, Rosario Monumental de Montserrat (1897).
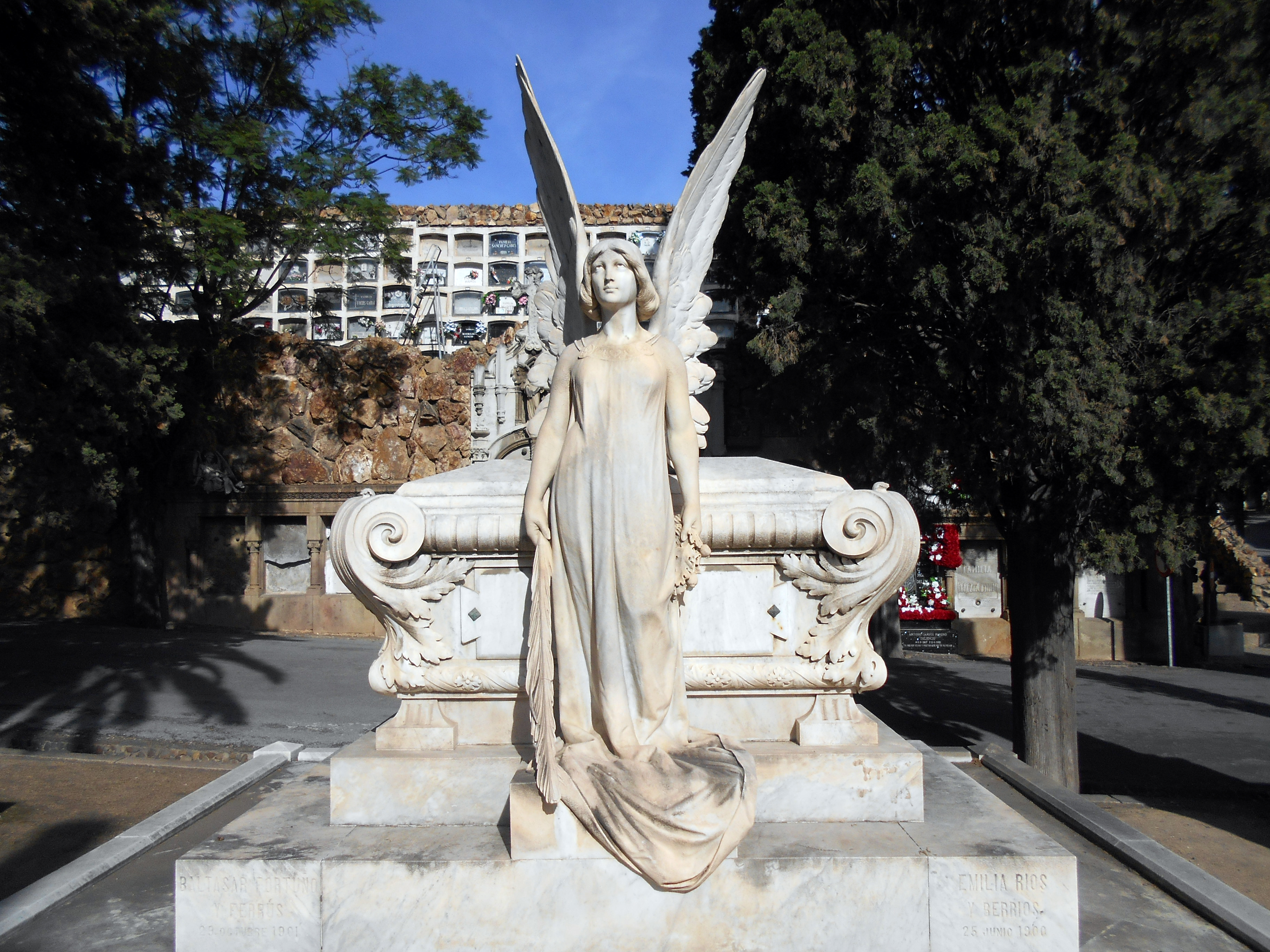
Sepultura Fortuño Ferrús, cementerio de Montjuic (1902).
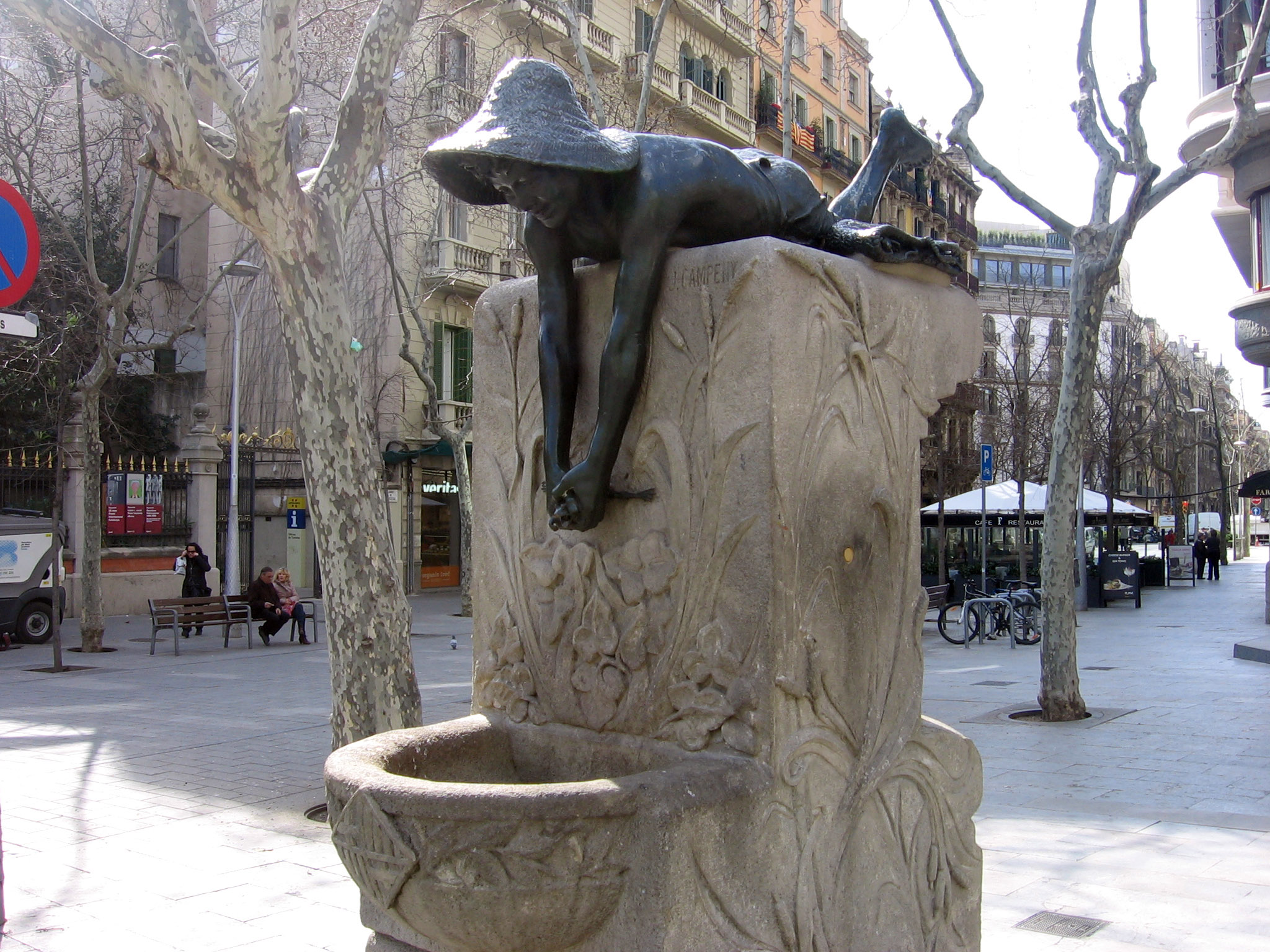
Fuente de la Rana, Córcega con Diagonal, Barcelona (1911).
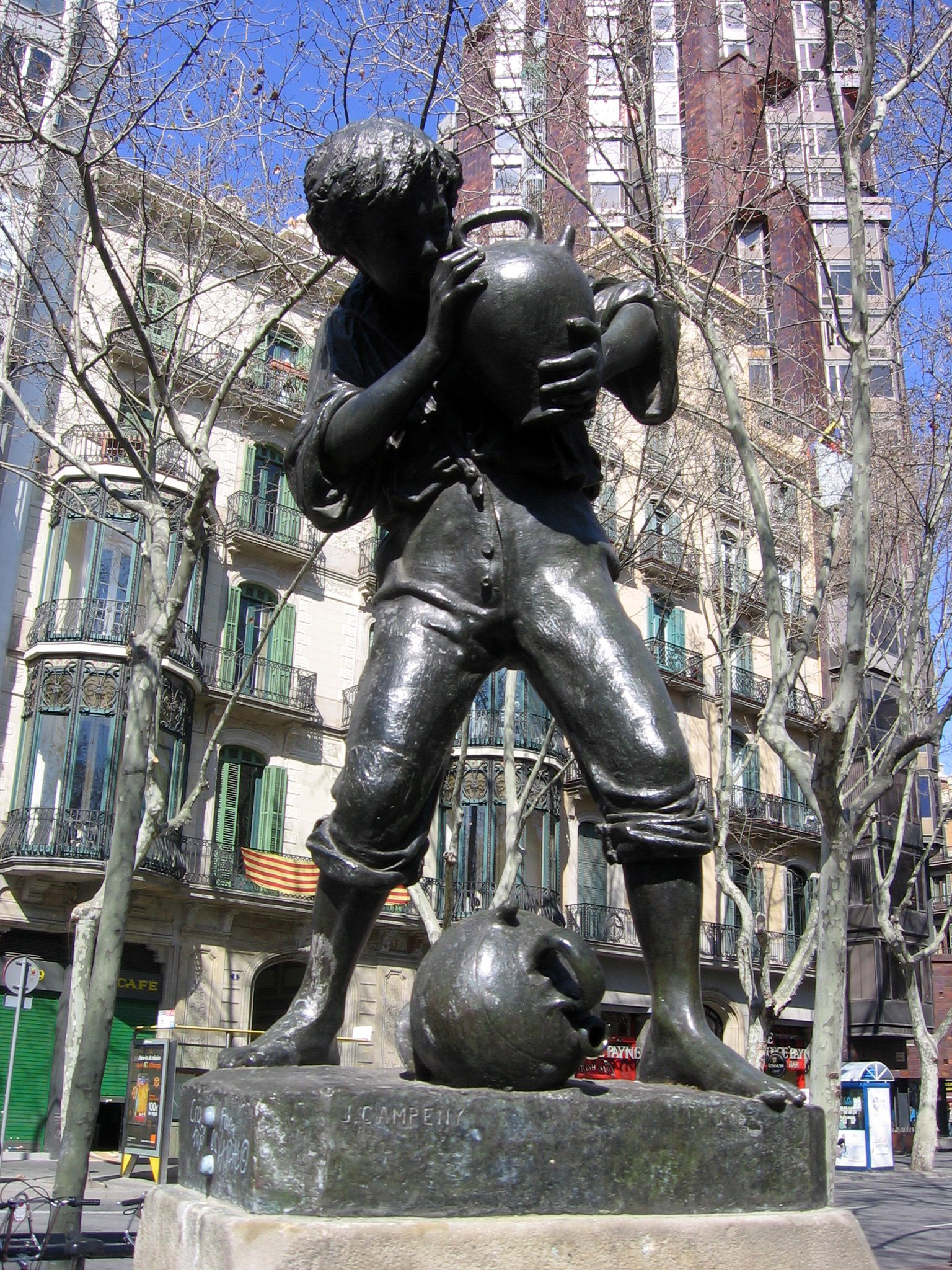
Fuente del joven de los cántaros, plaza de Urquinaona, Barcelona (1911).